# Android TV
Android TV — смарт-ТВ платформа, розроблена Google на основі операційної системи Android 5.0 (Android Lollipop) чи пізнішої. 

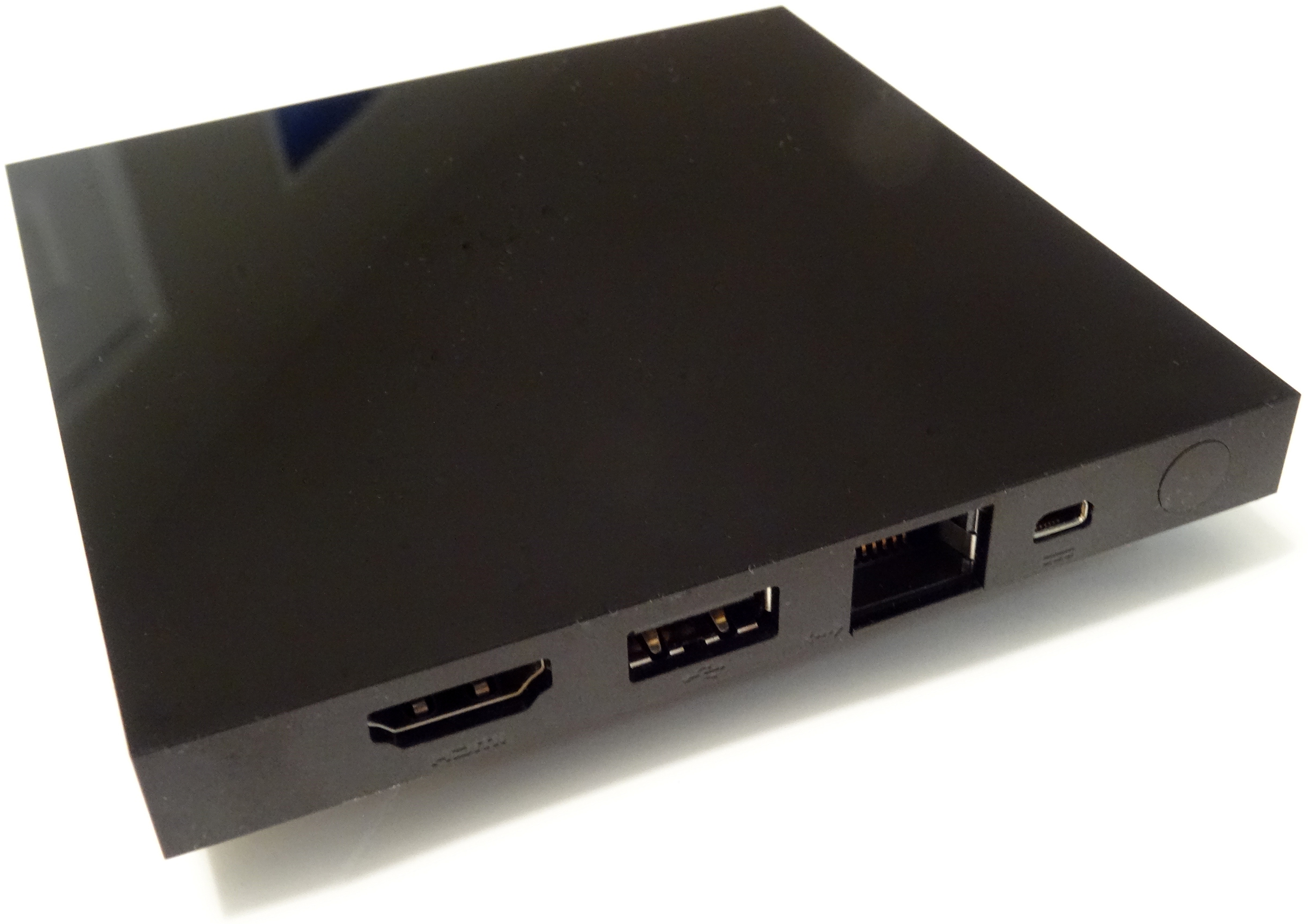
ADT-1 цифровий програвач, частина офіційного набору для розробки під Android-TV

Android TV створює інтерактивний телевізійний досвід через призначений для користувача . Уперше він був анонсований 25 червня 2014 року на Google I/O як наступник попередньої спроби Google у смарт-ТВ платформі, якою була Google TV.
Android TV може бути вбудована як у телевізори, так і в автономні цифрові програвачі. Платформа надає доступ до сервісу Google Play для завантаження Android додатків, включаючи сервіси потокового мультимедіа, Netflix, Hulu та до інших сервісів. Платформа робить акцент на голосовому пошуку, аби швидко знаходити контент або відповідати на запити (наприклад, які фільми були номіновані на премію "Оскар" за певний рік. Інтерфейс ТВ ділиться по горизонталі на три частини: рекомендації вгорі (які оновлюються, базуючись на звичках перегляду користувача), медіа-додатків усередині та іграх знизу. Інтерфейсом можна керувати за допомогою ігрового контролера, пульта дистанційного керування або мобільного додатка Android TV. Android TV також підтримує Google Cast, технологію медіа-плеєра Google Chromecast, яка дозволяє використовувати мобільний пристрій для вибору і управління відтворенням медіа на екрані телевізора. 
Google має партнерські відносини з Sony, Sharp і Philips (TP Vision), щоб запропонувати платформу в телебачерах, в той час як Razer і Asus планують випустити медіа-плеєри з акцентом на ігри. Google і Asus спільно розробили перший пристрій, який використовує Android TV, Nexus-плеєр, випущений в листопаді 2014 р. Розробники програмного забезпечення зможуть використовувати Android SDK, щоб оптимізувати свої додатки для використання у Android TV.

### Особливості
Android TV дозволяє користувачам використовувати набір HDTV(Телебачення високої роздільної здатності) для відтворення музики, перегляду відео з інтернет-сервісів або в локальній мережі, а також грати в ігри (емулятори та Android ігри). Android TV може бути з'єднано через Bluetooth з ігровими контроллерами для взаємодії з інтерфейсом системи / додатків, а також для грання в ігри. Android TV також включає в себе всі функції і можливості потокової передачі пристрою Chromecast.
- Користувачі можуть отримати доступ до Google Play безпосередньо через інтерфейс користувача, щоб брати у прокат / купувати фільми, телепередачі та стрімити музику.
- Live Channels від Google дозволяють користувачам стрімити з медіа-джерел, включаючи ТВ-тюнер HDHomeRun з функцією TV Guide.
- Kodi дозволяє користувачам отримати доступ до сервера додатків і контенту, доступних через Kodi (раніше XBMC)
- Netflix
- Hulu Plus
- YouTube
- TED (конференція)
- HDHomeRunApp
- VLC media player
- FX Now
- Sling TV
- Disney Movies Anywhere
- Crackle
- Epix
- Plex
- HGTV Watch
- Haystack TV
- PBS Kids Video
- CNET
- CBS News
- Bloomberg TV+
- HuffPost Live for Android TV
- TuneIn Radio
- iHeartRadio
- Songza TV
- CBS Sports
- Red Bull Tv
- MLB.tv
- Vevo
- Showtime

### Цифрові медіа плеєри

#### Shield Android TV
Shield Android TV від NVIDIA був оголошений 3 березня 2015 року і спочатку продавався як консоль Shield. Брендинг був змінений, оскільки NVIDIA не хотіла конкурувати з консолями восьмого покоління. На відміну від Nexus Player і Forge TV, Shield Android TV має вищу ціну - $200 США. Головною частиною у продажу пристрою є чипсет Tegra X1, який є набагато більш потужним, ніж у будь-якого попереднього телевізійного пристрою Android. Телеприставки також мають 3 ГБ оперативної пам'яті, 16 Гб вбудованої пам'яті, порти USB 3.0, Gigabit Ethernet і двохдіапазонний WiFi ac. Пристрій поставляється з  ігровим контролером з Wi-Fi Direct від NVIDIA. Інші функції включають в себе інтеграцію з NVIDIA GeForce і GameStream NOW. Як і в попередніх пристроїв бренду NVIDIA Shield, невелике число ексклюзивних NVIDIA Android-портованих AAA відеоігор оптимізоване для чипсета Tegra X1.

### ADT-1
ADT-1 Developer Kit був випущений Google, перш ніж будь-які комерційні Android TV пристрої були представлені. Апаратне забезпечення було надано деякими учасниками Google I / O 2014, а потім надіслано іншим розробникам. Пристрій використовує чипсет Tegra 4 і 16 ГБ флеш-пам'яті.

### Nexus Player
Google Nexus Player був першим споживчим пристроєм Android TV, що його було вперше представлено 3 листопада 2014 року у США, особливістю якого є чипсет Intel Atom і 8 ГБ флеш-пам'яті. Він підтримує 1080p, але не 4K. Google не виявив наступника Nexus Player і ціни були спокійно знижені у місцевих роздрібних торговців незабаром після події 29 вересня 2015 року, де Google показала свою наступну лінійку продуктів Nexus разом з оновленим Chromecast, що ведуть до запитань з приводу майбутнього Nexus Player і Android TV.

### Пропозиції від інших виробників
Freebox Player Mini, запропонований французькою компанією ISP Free, - це 4K Android TV приставка та супутній Freebox Server FTTH/xDSL маршрутизатор.
Forge TV від Razer була представлена на виставці CES 6 січня 2015 року. Маючи чипсет Qualcomm Snapdragon 805, 2 Гб оперативної пам'яті, 16 Гб флеш-пам'яті, порт USB 3.0 порт і Gigabit Ethernet порт, Forge TV було продавалося скоріше як мікро-консоль, ніж мультимедійний пристрій. Попередні замовлення почалися 23 квітня 2015 року за ціною $100 США з відправкою до 29 квітня 2015 року.
Корейська телекомунікаційна компанія LG UPLUS оголосила в травні 2015 року, що вона представить Android TV на U+ tvG 4K UHD і tvG Woofer IPTV STB (постачається LG Electronics).
У червні 2015 року французька телекомунікаційна компанія Bouygues Telecom анонсувала інтегровану приставку під назвою "Маямі" на базі Android TV. Пристрій був запущений у жовтні того ж року.
Xiaomi Mi Box та Mi Box S у лінійці продуктів Xiaomi.

### Телевізори
Sony, Sharp і Philips оголосили, що в 2015 році будуть випускати телевізори, що працюють на Android TV. Всі телевізори на платформі Android TV будуть підтримувати такі можливості, як Google Cast, голосовий пошук і додаток Google Play. Android-телевізори від Sony доступні в даний час; у травні 2015 року компанія Sony випустила Bravia 2015 моделі, що працюють під управлінням платформи Android TV. Вони включають в себе HD модель і 4K-здатну модель. Телевізори Sharp стали доступні 10 червня 2015 року, починаючи з випуску двох моделей. Philips оголосила про те, що 80% їх телевізорів  у 2015 році будуть працювати на Android TV, перші дві моделі з яких були випущені у червні 2015 року.

### Інші пристрої
На виставці CES 2016 компанія Google оголосила про те, що пристрої Android TV будуть доступні з Arcelik, Vestel, RCA, Hisense, TCL і Bang & Olufsen до кінця року.